# Municipio de Washington (condado de Burlington)
El municipio de Washington (en inglés: Washington Township) es un municipio ubicado en el condado de Burlington en el estado estadounidense de Nueva Jersey. En el año 2010 tenía una población de 687 habitantes y una densidad poblacional de 2,58 personas por km².

## Geografía
El municipio de Washington se encuentra ubicado en las coordenadas 39°41′43″N 74°33′47″O / 39.69528, -74.56306.

## Demografía
Según la Oficina del Censo en 2000 los ingresos medios por hogar en el municipio eran de $41,250 y los ingresos medios por familia eran $42,188. Los hombres tenían unos ingresos medios de $32,000 frente a los $31,719 para las mujeres. La renta per cápita para la localidad era de $13,977. Alrededor del 16% de la población estaba por debajo del umbral de pobreza.